# 越田一郎
越田 一郎（こしだ いちろう、- 2005年4月12日）は、大学教授、ウォーゲームデザイナー。東京工科大学工学部教授。愛称は「KOS」。専門は医用生体工学・生体材料科学。

## 経歴
久が原を会場として活動していた「CADETゲームクラブ」の会長を長年にわたって務めていた。
パソコン通信時代に最大手の「NIFTY-SERVE」のFGAMEで、ウォーゲーム専門会議室のアクティブとして「KOS」のハンドルネームで活躍していた。
インターネット時代に入ってからは、いち早く「KOSのウォーゲームページ」を立ち上げ、ゲーム知識のみに留まらず、史実に対する深い造詣、ゲーム文化に対する見識の溢れる記事を掲載していた。
アドテクノス時代に、自身でもウォーゲームデザインを手掛けたことがある。ディアドコイ戦争を題材にした『アレクサンドロスの遺産』と、ルネサンス期の『ラヴェンナの戦い』の二作品と寡作だったが、とかく第二次世界大戦の著名な戦いに偏りがちな日本ウォーゲーム界にあって新境地を切り拓いた。特に『ラヴェンナの戦い』のヒストリカルノートでは、戦史に留まらず同時代の文化史などにまで範囲を広げており、ウォーゲームを単なるボードゲームの一種ではなく、時代や文化を知るための教材として考えていたことが窺える。
本業では、「C++」の規格委員会などで活躍していたほか、脳の言語野に関連する先進的な研究にも手を付けていた。
2005年4月に急逝した時には、大学からの公式な訃報よりも早くウォーゲーム関係のネットワークで情報が流れた。また、ゲームジャーナルでは追悼記事も掲載された。

## 著作

### ボードゲーム
- 『アレクサンドロスの遺産』、朝日出版社、（1983）、ゲームジャーナルにて再版（2015）
- 『ラヴェンナの戦い』、アドテクノス、（1985）

### 書籍
- 『国際規格ISO：C++ライブラリハンドブック』、秀和システム、（1999）
- 『Javaによるオブジェクト指向プログラミング入門』、培風館、（1998）